# Dos Marmelos
Dos Marmelos () je rijeka u saveznoj državi Amazonas u sjeverozapadnom Brazilu. Pritok je rijeke Madeire i ulijeva se u nju oko 80 km uzvodno od grada Manicoréa.
Izvor rijeke nalazi se u Nacionalnom parku Campos Amazônicos, zaštićenom području površine 961.318 ha (2.375.470 acres) stvorenom 2006. godine, koje sadrži neobičnu enklavu cerrado vegetacije u amazonskoj prašumi. 

## Vanjske poveznice
|  | Zajednički poslužitelj ima još gradiva o temi Dos Marmelos |